# Tydal
Tydal es un municipio de Trøndelag en Noruega. El centro administrativo es el pueblo de Âs. Tydal se separó de Selbu el 1 de enero de 1901.

## Geografía
Tydal tiene 1.330 km² y es atravesado por los ríos Tya y Nidelva. Se encuentra situado a 260 metros sobre el nivel del mar y su pico más alto está a 1762 m. Hace frontera con las comunas Røros y Trondheim, y tiene autobuses directos a Trondheim. Su capital es la localidad de Âs.

## Demografía
La comuna tiene 900 habitantes que se dedican sobre todo a la ganadería, la deforestación y a la producción de energía. El turismo es una importante fuente de ingresos. Tydal tiene una guardería y un colegio.
Durante la Pascua el número de habitantes asciende de 900 a 5000. Mucha gente de Trondheim celebra las Navidades allí.